# Magdalina Minevska
Magdalina Minevska (en búlgaro: Магдалина Миневска; Sofía, 2005) es una deportista búlgara que compite en gimnasia rítmica, en la modalidad de conjuntos. Ganó dos medallas de oro en el Campeonato Europeo de Gimnasia Rítmica de 2024, en el concurso completo y por equipo.

## Palmarés internacional
| Campeonato Europeo | Campeonato Europeo | Campeonato Europeo | Campeonato Europeo |
| Año                | Lugar              | Medalla            | Prueba             |
| ------------------ | ------------------ | ------------------ | ------------------ |
| 2024               | Budapest (Hungría) | Medalla de oro     | Concurso completo  |
| 2024               | Budapest (Hungría) | Medalla de oro     | Equipo             |